# Rosso come il cielo
Rosso come il cielo (no Brasil, Vermelho Como o Céu) é um filme dramático italiano de 2005, escrito e dirigido por Cristiano Bortone, com a protagonização de Luca Capriotti e Paolo Sassanelli. Baseado na história do editor de som Mirco Mencacci, venceu prêmios na Mostra Internacional de Cinema de São Paulo e no Festival de Cinema de Sydney.

## Enredo
O filme abre no ano de 1971 com Mirco, um garoto toscano de dez anos brincando de cabra-cega com seus amigos. Ele é extrovertido e adora o cinema; porém, sofre um acidente com o fuzil de seu pai, perdendo quase toda sua visão - consigo enxergar apenas borrões. 
Seu médico diz que, por lei, ele não poderá mais frequentar sua escola, tendo de ir para uma instituição para crianças com deficiência visual em Genova. Mirco, rejeitando aprender braille, rouba um gravador da escola e o utiliza para narrar as estações do ano, utilizando o som do chuveiro como chuva, uma bandeja de alumínio como trovões, etc. Mas o diretor o proíbe, deixando claro que se ele fizesse alguma outra coisa do gênero ele seria expulso, levando o gravador consigo. No meio desses eventos, ele conhece Francesca, a filha de uma das empregadas da escola. Por mais que proibida de interagir com os alunos da escola, ela sempre se encontra com Mirco. O professor, interessado na criatividade de Mirco, devolve-lhe, escondido, o gravador.
No fim do ano, o diretor anuncia que as crianças irão se apresentar para seus pais. Enquanto isso, com o gravador em mãos, Mirco une-se a Francesca, criando uma história juntos. Logo ele percebe que irá precisar de mais vozes para tal, chamando as outras crianças para participarem. O diretor, percebendo que houve uma diminuição drástica de crianças no ensaio, vai atrás e descobre o esconderijo, para o desespero das crianças. Pega o gravador, chama a mãe de Francesca e decide expulsar Mirco.
Francesca, porém consegue montar um protesto juntando ex-alunos cegos. O professor finalmente se levanta contra o diretor, reune as crianças e as informa que a história de Mirco e Francesca será a peça de fim de ano. O filme se encerra com Mirco voltando para casa e brincando de cabra-cega com os amigos.
No fim, o filme nos informa que a história é baseada na de Mirco Mencacci, informando que ele saiu do internato aos 16 anos e tornou-se um dos mais reconhecidos editores de som do cinema italiano.

## Elenco
- Luca Capriotti - Mirco
- Paolo Sassanelli - Don Giulio
- Marco Cocci - Ettore
- Francesca Maturanza - Francesca
- Rosanna Gentili - Mãe de Mirco
- Simone Colombari - Pai de Mircu
- Simone Gullì -  Felice
- Norman Mozzato - Diretor da escola